# Holon (album)
Holon is het tweede muziekalbum van de Zwitser Nik Bärtsch met zijn band Ronin voor het platenlabel ECM Records. Het album is opgenomen in Studios La Buissonne te Pernes-les-Fontaines. Op het album speelt de band de voor hen gebruikelijke Zen-funk. Daarbij wordt de basklarinet soms als een percussie-instrument bespeeld. Holon is een term uit de filosofie en staat voor iets dat tegelijkertijd een geheel en een gedeelte is.

## Musici
- Nik Bärtsch – piano
- Sha – basklarinet, altsaxofoon
- Björn Meyer – basgitaar
- Kasper Rast – slagwerk
- Andi Pupato - percussie

## Composities
(allen van Bärtsch)
1. Modul 42
2. Modul 41_17
3. Modul 39_8
4. Modul 46
5. Modul 45
6. Modul 44